# محسن کاوه
محسن کاوه (زادهٔ ۱۳۴۰) کشتی‌گیر سابق و سرمربی کنونی تیم ملی کشتی آزاد ایران است. کاوه یکی از قدیمی‌ترین و با سابقه‌ترین مربیان تاریخ کشتی ایران محسوب می‌شود؛ او از سال ۱۹۹۵ میلادی به تناوب عهده‌دار مسوولیت‌هایی همچون مدیریت تیم‌های ملی کشتی آزاد، سرمربیگری تیم ملی بزرگسالان و جوانان و مربیگری تیم ملی بزرگسالان ایران بوده است. در آذر ۱۴۰۲ علیرضا دبیر رئیس وقت فدراسیون کشتی با قبول استعفای پژمان درستکار، محسن کاوه را به عنوان سرمربی تیم ملی کشتی آزاد انتخاب کرد.